# نوروز ممادوف
ندروز محمدوف (15 مارس 1947) سياسي ومترجم أذربيجاني شغل منصب رئيس وزراء أذربيجان منذ 21 أبريل 2018 حتى 8 أكتوبر لعام 2019.

## حياته
ولد نوروز ممدوف في 15 مارس، عام 1947, في قرية شيخمحمودفي ناحية بابك.
بعدما تخرج من المدرسة الثانوية في 1964, ودخل إلى معهد اللغة التربوية في أذربيجان إلى قسم اللغة الفرنسية في كلية «اللغات الأوروبية».
```
وأنهى نفس المعهد بشهادة تفوق في 
1970
.
```

إشتغل نوروز ممدوف المترجم والمترجم الرئيسي في الجزائر في 1967-1968, في غينيا في 1971-1973, ومن جديد في الجزائر بين 1978-1981. 
متزوج ولديه ثلاثة أطفال واحفاد.

## المسئوليات والوظائف
- بدأ نوروز ممدوف بالعمل كعميد في معهد اللغة التربوية في أذربيجان في كلية التحضيرية بين 1992-1993, وفي كلية اللغة الفرنسية من عام 1993 حتى 1997.[2]

- في 12 أبريل عام 1997, تم تعيين نوروز ممدوف إلى منصب رئيس قسم العلاقات الخريجية في إدارة رئيس جمهورية أذربيجان من قبل رئيس جمهورية أذربيجان سابقا حيدر علييف.
- ومنذ عام 1995 حتى 1997 إشتغل كمترجم فرنسية لرئيس سابق حيدر علييف.
- حصل على درجة سفير فوق العادة ومفوض، بموجب مرسوم رئيس جمهورية أذربيجان في يناير، عام 2002.
- تم منح نوروز ممدوف «وسام جوقة الشرف» من أجل توسيع العلاقات بين أذربيجان وفرنسا من قبل رئيس فرنسا جاك شيراك، في عام 1998.
- منذ سبتمبر عام 2005, عضو ممدوف اللجنة الوطنية لأذربيجان لدى اليونسكو.
- في عام 2007 ، تم منح نمروز محمدوف وسام «شهرة», بأمر لرئيس جمهورية أذربيجان إلهام علييف.
- تم منح ممدوف «وسام جوقة الشرف» لجمهورية بولندا من أجل توسيع العلاقات بين أذربيجان وبولندا بموجب مرسوم رئيس بولندا ليخ كاتشينسكي، في عام 2009.
- في عام 2017، تم منح نمروز محمدوف وسام «شرف», بأمر لرئيس جمهورية أذربيجان إلهام علييف.[3]
- منذ 1 يونيو عام 2017, عمل مساعد - رئيس القسم السياسة الخارجية لرئيس أذربيجان على الشؤون السياسية الخارجية - رئيس القسم.
- منذ 21 أبريل 2018, هو رئيس وزراء لجهورية أذربيجان. [4]
- وهو يجيد اللغة الفرنسية والروسية والإنجليزية والتركية.

## فعاليته
كتبه:
- كتاب اللغة الفرنسية للصف التاسع (1994)
- «صوتيات عملية للغة الفرنسية»(1997)
- «مقدمة في الجغرافيا السياسية» (2011)
- «*نموذج أذربيجان للسياسة الخارجية»(2012)
- "السياسة الخارجية: حقائق وآراء للمستقبل (2013)
- «السياسة الخارجية: الحقائق والنظرة إلى المستقبل»(2015)

## جوائزه
- وسام «شهرة»2007
- وسام "شرف"2017